# 剪刀煞
风水学认为，剪刀煞是一种对人非常不利的格局，其形势为住宅位于两条小于九十度马路交口（呈“X”或“Y”型）。

## 危害及化解方法
风水学家称，剪刀煞容易导致破财、损丁、血光之灾、沾染疾病、口舌是非等危害。而其化解方法如下：
1.用屏风、珠帘进行遮挡
2.在房前放置泰山石敢当
3.放置八卦镜（凸镜）